# Bocadillo (pan)

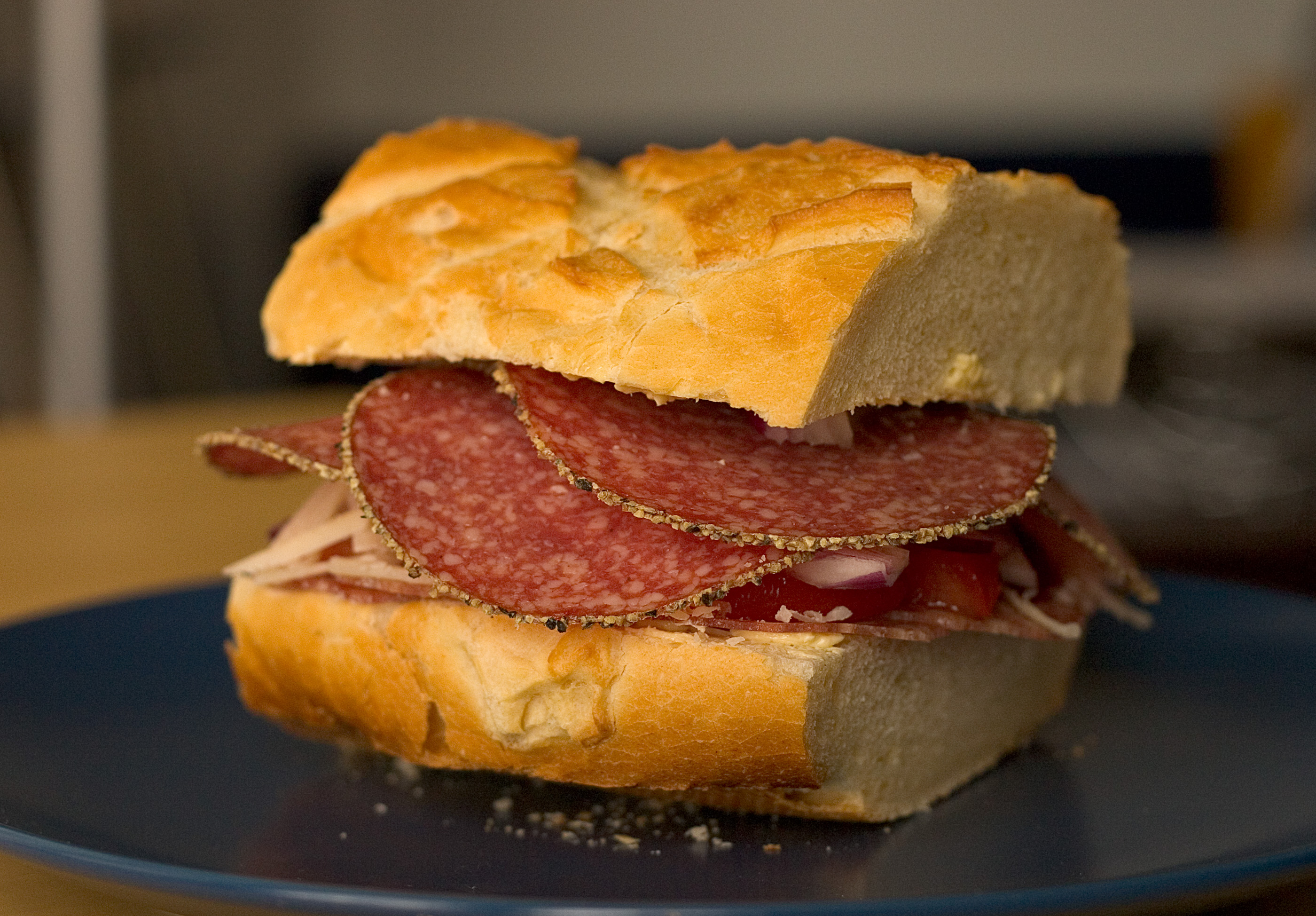
Bocadillo de salami.

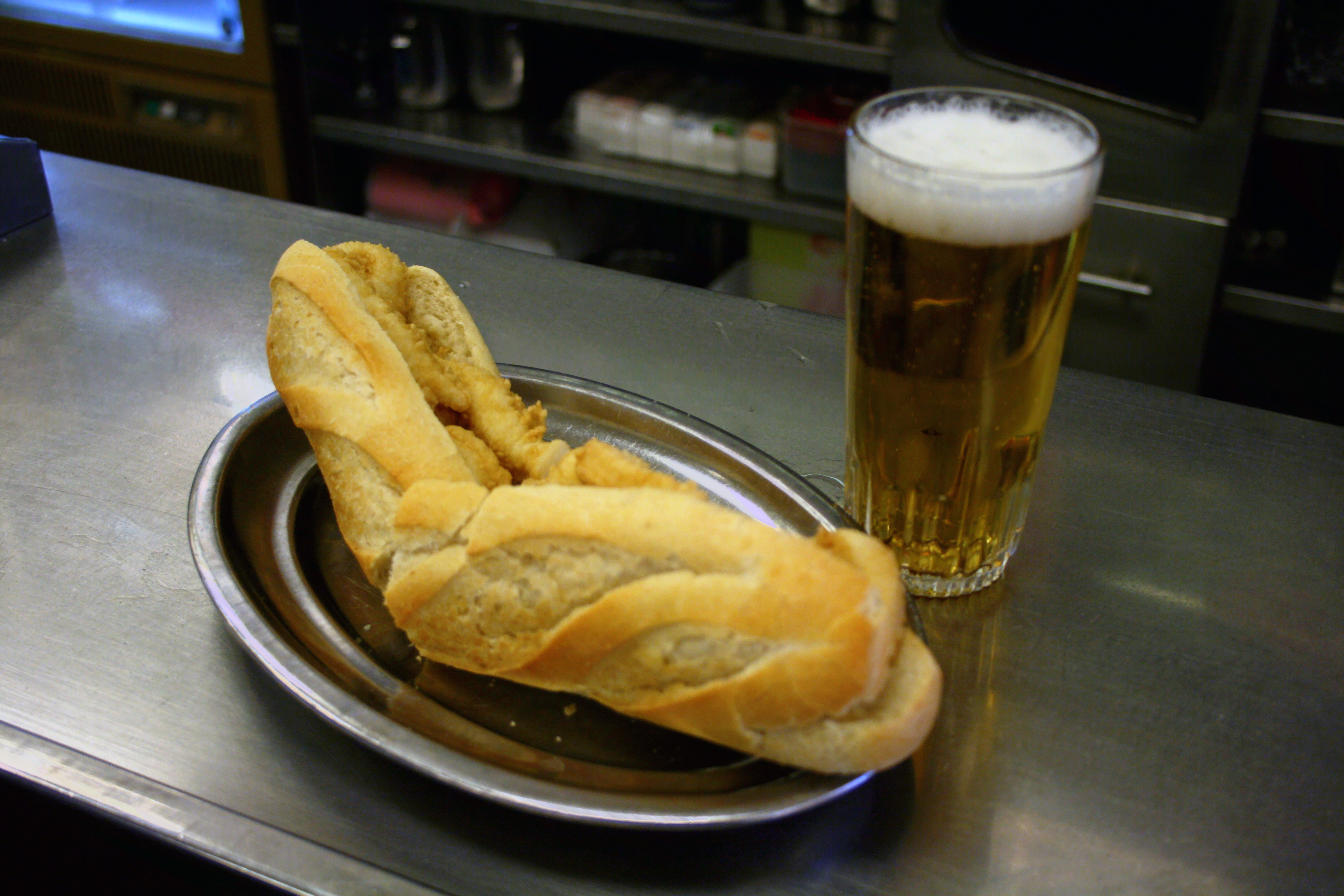
Bocadillos de calamares.

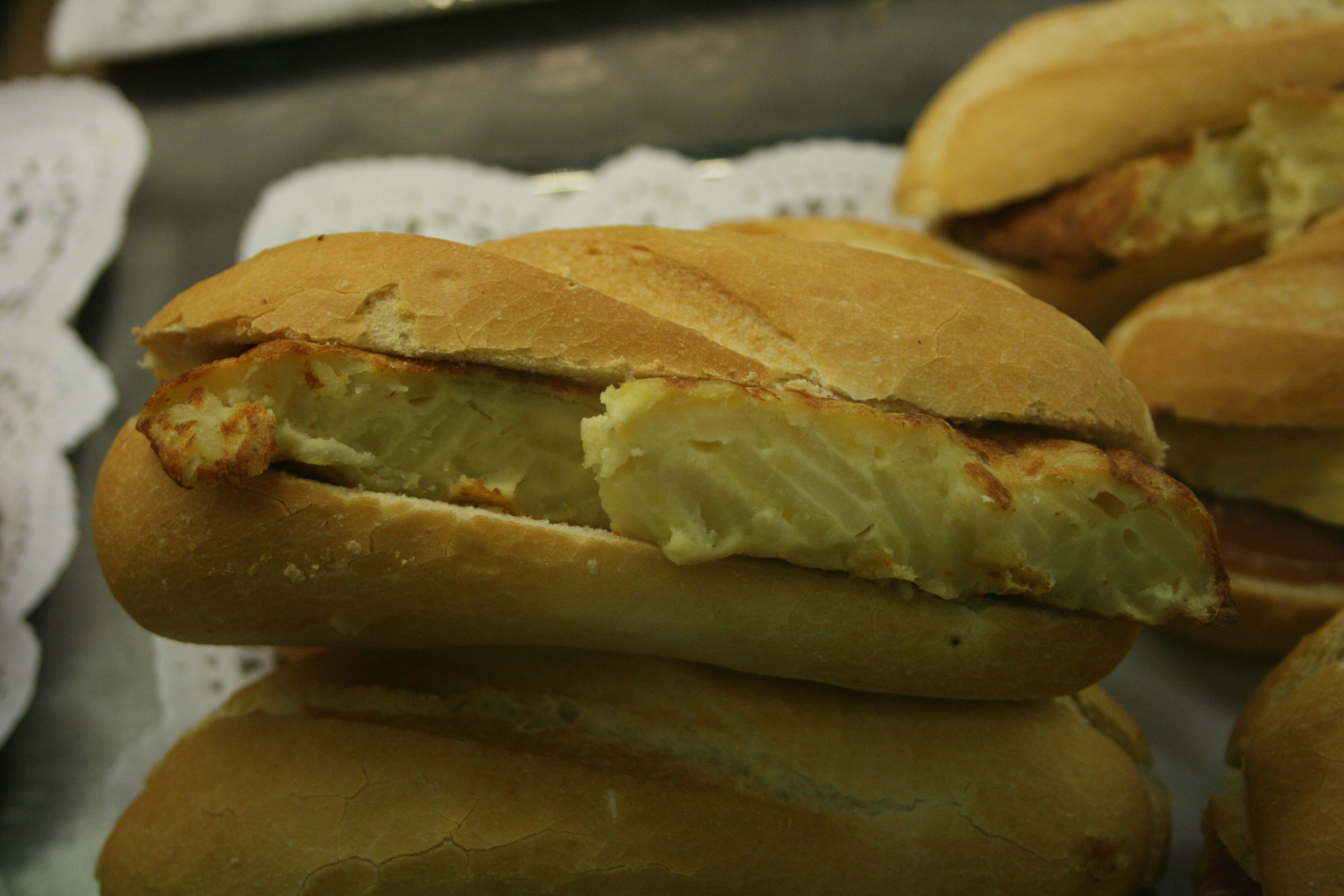
Bocadillo de tortilla de patatas.

Un bocadillo o bocata (en España), torta (México), refuerzo (Uruguay), pan con... (Guatemala, Costa Rica, Cuba y Venezuela) o bala fría (Venezuela) está formado por dos piezas de pan de tamaño similar entre las que se coloca o se unta cualquier otro alimento.
En España y México se diferencia del emparedado o sándwich en que este último está hecho con pan de molde (pan blando). En el resto de los países de habla hispana no hay una palabra específica para diferenciar entre emparedado con pan de barra y emparedado con pan de molde. El bocadillo, que tradicionalmente era contemplado como un alimento humilde por su bajo coste de elaboración, con el tiempo ha evolucionado hasta convertirse en una pieza icónica de la cocina y alimentación hispanas.

## Etimología
El término «bocadillo» es el más sonado en España, queriendo significar «pequeña porción de comida [bocado]». Más interesante es la etimología de «bocata», considerada como forma abreviada y coloquial del primero, fue una de tantas palabras inventadas por el humorista gráfico Antonio Fraguas 'Forges', quien las usaba frecuentemente en sus viñetas. La Real Academia incluyó la palabra en su diccionario en 1983, y desde entonces se ha integrado completamente al vocabulario nacional, siendo a veces más común que bocadillo. La palabra no proviene del italiano como algunos pudieran pensar, por lo que no hay que escribirla con doble t, sino con una.

## Características

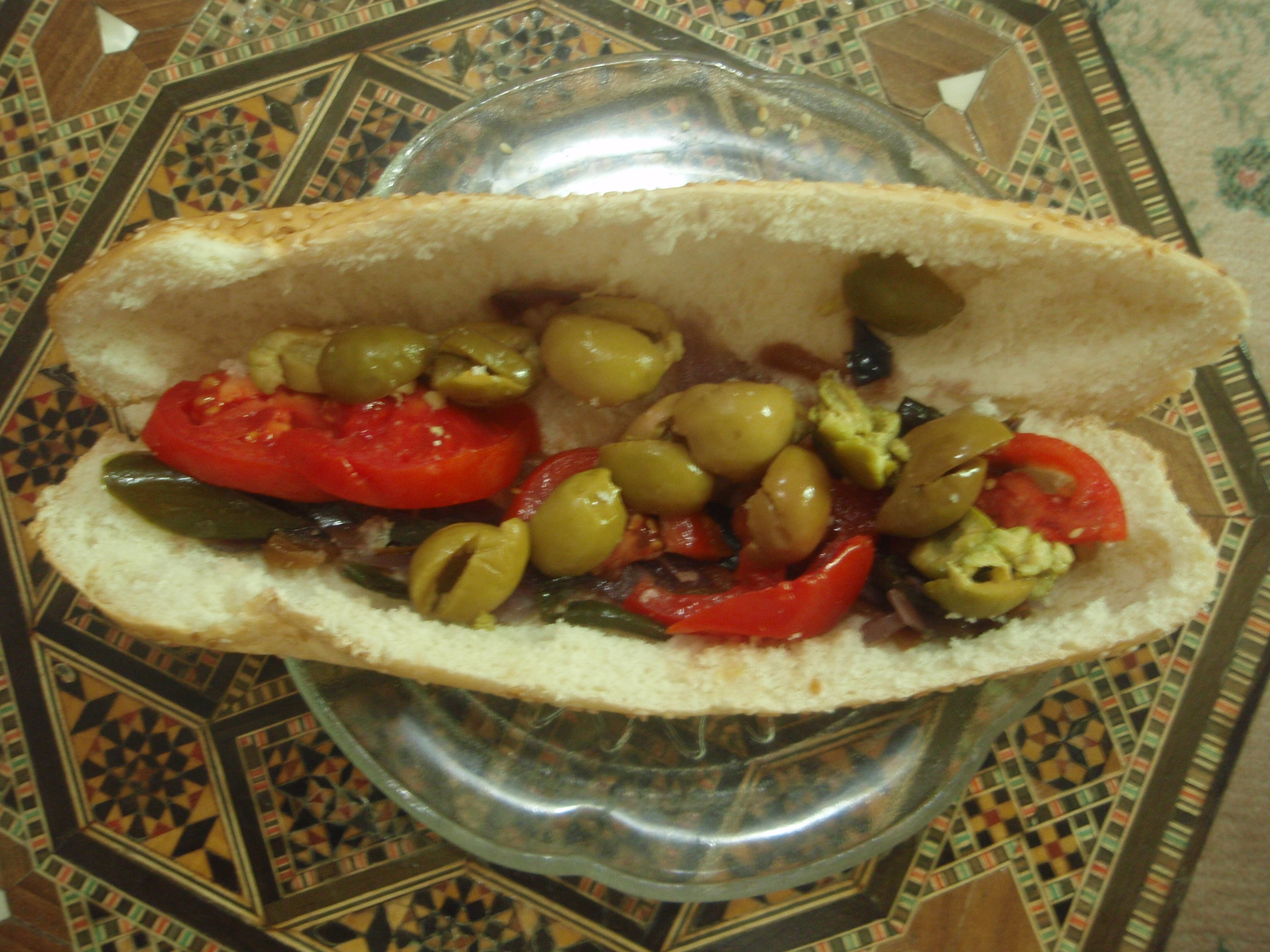
Bocadillo de aceitunas y tomate rojo.

Posee cinco cualidades básicas en cualquier comida común: fácil de preparar, variado, rápido, cómodo y barato. Se dice que lo que cansa de un bocadillo no es el pan, sino el contenido y así muchas personas durante toda su vida tienen una o más comidas al día consistentes en algún tipo de pan del cual varía el relleno.
Generalmente un bocadillo está compuesto por una porción de barra de pan blanco (pan francés o baguette) cortado transversalmente de una longitud variable según el apetito y de 24 cm en los bocadillos comerciales, y con los ingredientes entre ambas mitades. Los ingredientes empleados suelen estar cortados en forma de rodajas o lonchas. Una de las características que diferencian al bocadillo de un sándwich o emparedado es el tipo de pan empleado. Suele ser un «pan de barra», una baguette de pan francés o algún tipo de panecillo. Se pueden diferenciar entre «bocadillos fríos» y «bocadillos calientes» dependiendo de la temperatura del contenido al servirse. 
Existe una diversidad de variedades de bocadillo, dependiendo del contenido, la forma de preparación del pan, el uso de salsas u otros aditivos, etc. En algunos casos se puede servir como tapa, en lo que se denomina popularmente un «mini-bocadillo».

## Historia

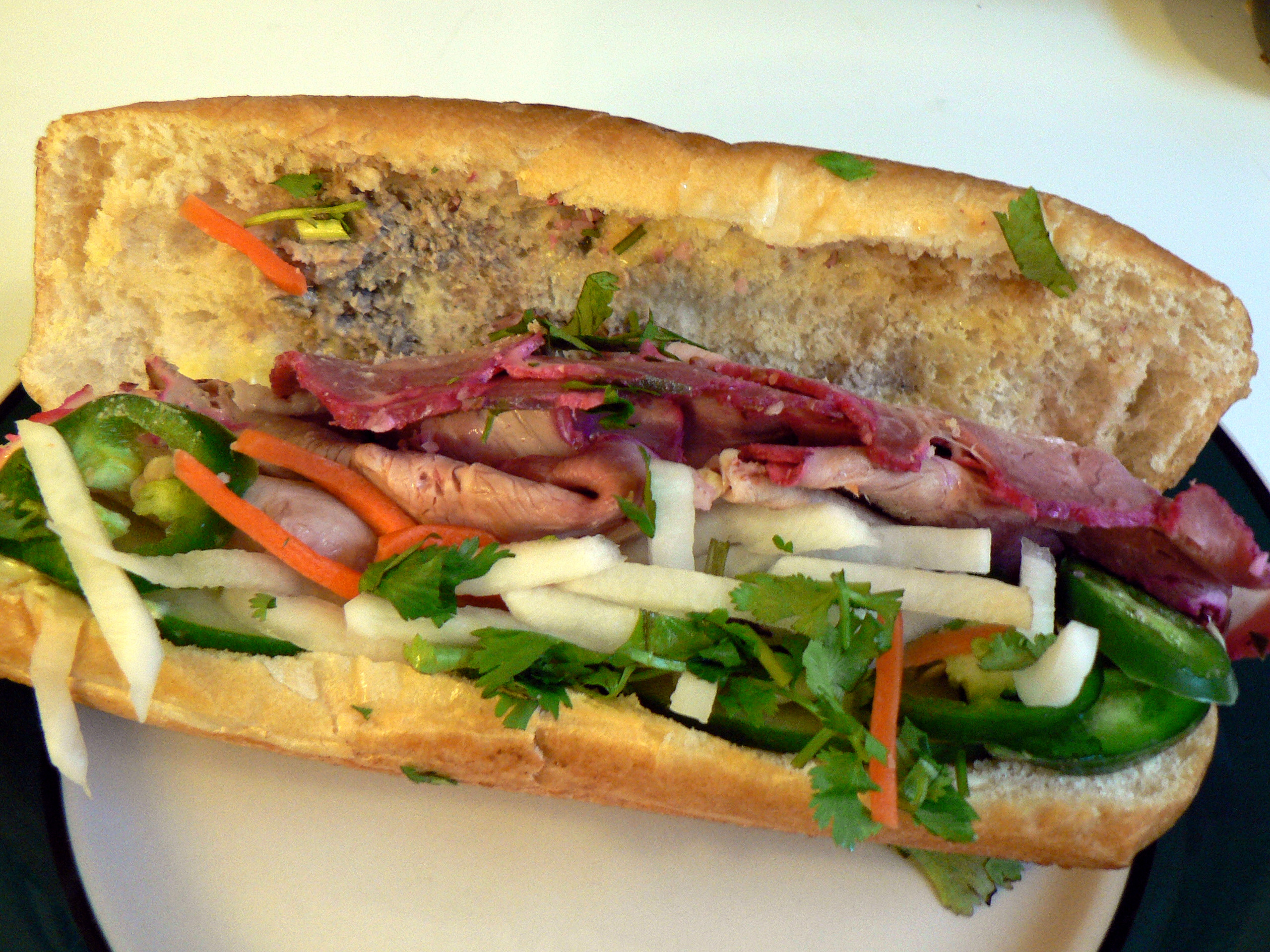
Bánh mì vietnamita.

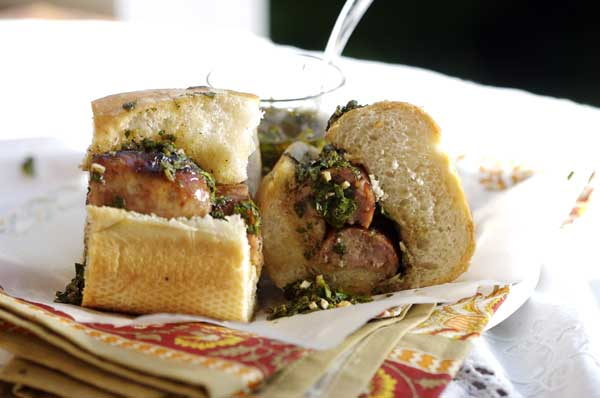
Un choripán mostrando su aderezo de chimichurri.

Los diferentes estilos de bocadillos, emparedados y demás variantes han tenido sus orígenes muy ligados al descubrimiento y manipulación del pan. La idea de añadir proteínas animales y especias a los hidratos de carbono de los cereales es tan antigua como la elaboración de panificaciones.
Este tipo de alimentos se conocen desde la prehistoria en África, Asia y en la India. El pan plano con el que se elaboran bocadillos como el Shawarm o bocadilo turco ya era conocido en el Antiguo Egipto y Sumeria. Entre los primeros documentos escritos para elaborar comidas: Dürüm, Nan-i-Afghani, Khubz, pita, Bánh mì, kai-jiaw y otros panes que rellenaban de carne y otros alimentos como se hace por ejemplo en los kebabs y burritos actuales. Es debido a estos «bocadillos» autóctonos y más fáciles de elaborar (ya que por ejemplo en la época virreinal americana el maíz estaba adaptado al clima tropical y el trigo escaseaba), que el uso del bocadillo apenas se extendió por la América española. En España, el bocadillo fue siempre un uso propio de las clases bajas populares (jornaleros y trabajadores) que no tenían el tiempo de parar a comer de otra manera. 
En español, la acepción bocadillo en la lengua del siglo XVII venía a indicar la palabra más antigua 'bocado', propia de la Edad Media, que designaba todo alimento de hombres y animales. Hoy en día se entiende con esta acepción, 'bocado', especialmente a un útil empleado para hacer obedecer al caballo. La denominación bocadillo es similar en otros países europeos como en la cocina italiana que a una variante similar se la denomina panino que emplea dos rebanadas de pan crujiente y lo distingue igualmente del sándwich elaborado con pan blando de molde. 
En la era prehispánica en diversas partes de América, las poblaciones indígenas ya elaboraban tortillas de maíz. La pupusa, una tortilla gruesa de maíz rellena con uno o más ingredientes, era ya parte fundamental de la dieta de asentamientos prehispánicos como el Señorío de Cuzcatlán, de lengua nahuat. o los pokomames de Ahuachapán en el actual El Salvador.
Su uso fue muy extendido por el ejército. En las crónicas de Indias se tiene documentado que en 1519 ya se conocía la tortilla de maíz y la tortilla de huevo tanto en Europa por los conquistadores españoles como en América al menos por los aztecas, quienes las preparaban y vendían en los mercados de Tenochtitlan; en esos textos la tortilla de maíz de Mesoamérica solía referirse como pan de maíz, por lo que la alusión a la tortilla de huevo se realiza sin confusión. Desde el siglo XV los bocadillos, un «chusco» de pan y algo de fiambre, queso, huevo, tomate o cebolla fueron bastante comunes en algunas campañas, dando origen al vocablo «chusquero». Durante las guerras carlistas se popularizó el bocadillo de tortilla de patatas en el valle del Ebro. La variante de pepito de ternera se hizo popular entre los diputados de las Cortes de Cádiz, que durante las largas sesiones parlamentarias para redactar la Constitución de 1812, popularmente conocida como «la Pepa», necesitaban un refrigerio con alto valor calórico, pero fácil y rápido de comer. En el África colonial magrebí, (Tánger, Ceuta y Melilla) se le denominaba tradicionalmente entre la tropa «bocata» por la influencia de la población autóctona.
En castellano el Diccionario de la lengua española, en el siglo XX, aceptó la acepción usada popularmente en España como «bocata» incluyéndola entre su lista de términos aceptados. Los quintos licenciados llevaban la costumbre de comer «chuscos» de vuelta con ellos. La palabra «chusco» cayó progresivamente en desgracia a favor de la más aséptica «bocata».
Se ha descrito en la región del Río de la Plata el choripán a mediados del siglo XIX en zonas rurales de gauchos.
En la mayoría de los países hispanoamericanos se denomina aperitivos, tentempiés, matahambres o snacks a diversos alimentos usados como comidas auxiliares, siendo el bocadillo una comida auxiliar, no así en España y en otros países de Europa. 
En Estados Unidos, la tradición del bocadillo se atribuye legendariamente a la ciudad de Seymour, Wisconsin en la que en 1885 Charlie Nagreen, a la edad de quince años de edad, trabajando en su puesto de comida de la Feria Estatal, debe resolver un problema: sus clientes querían pasear por la feria mientras comían, y necesitaban una forma práctica para hacerlo. Pone un filete de carne picada entre dos rebanadas de pan, dejando así lugar a la variante más conocida de bocadillo: la que sería posteriormente la hamburguesa, aunque desde muy antiguo existen variantes en forma de aro que se denominan roscas.
En Inglaterra, atribuyen a John Montagu, IV conde de Sandwich que, mientras jugaba una partida de cartas «inventó» el sándwich: historiadores ingleses mencionan que hizo el descubrimiento el día 6 de agosto de 1762, debido a que se le ocurrió incluir unas rebanadas de roast beef en unos bollos de pan cortados transversalmente.

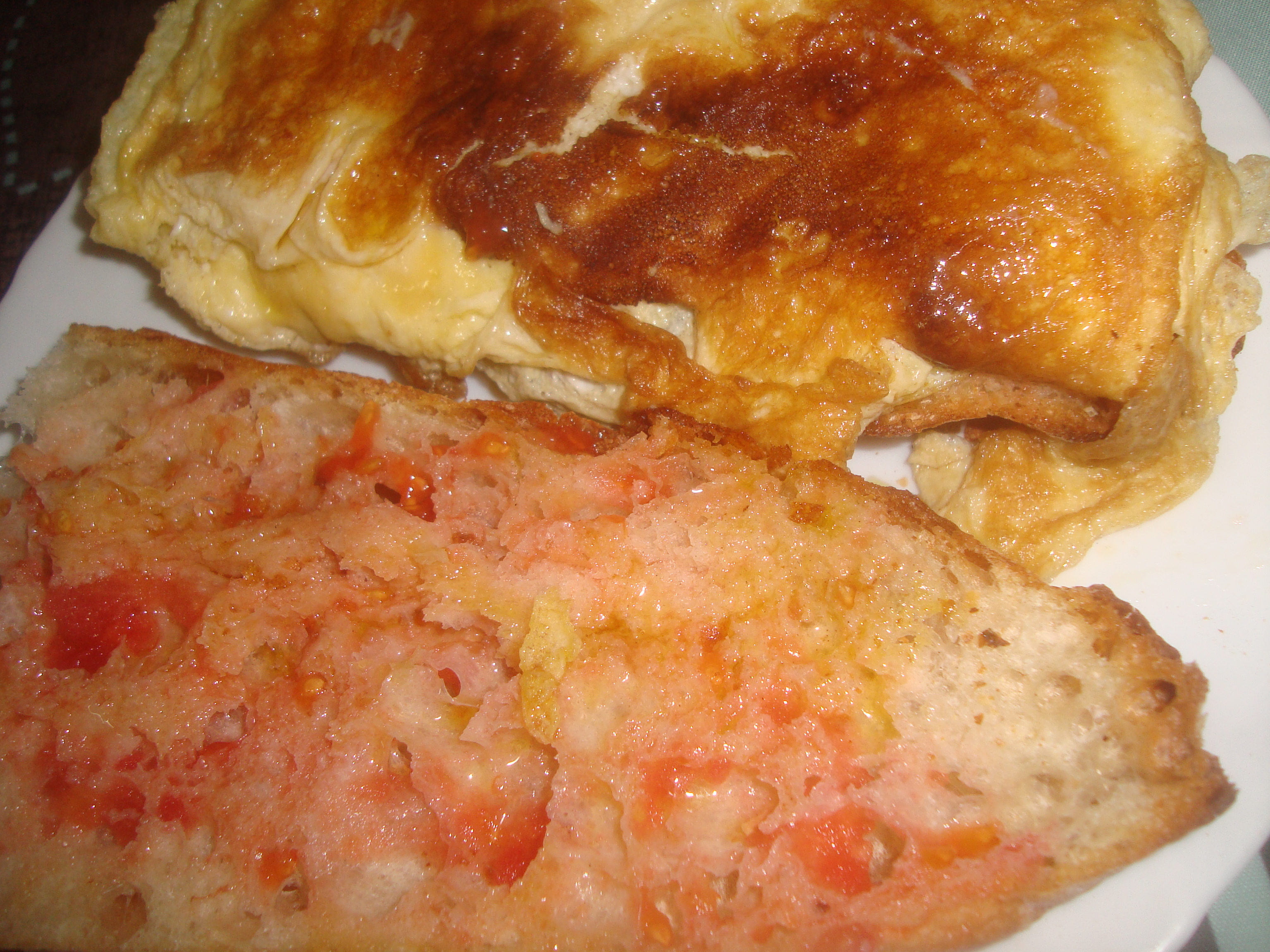
Bocadillo de pan con tomate y tortilla francesa

## Gastronomías

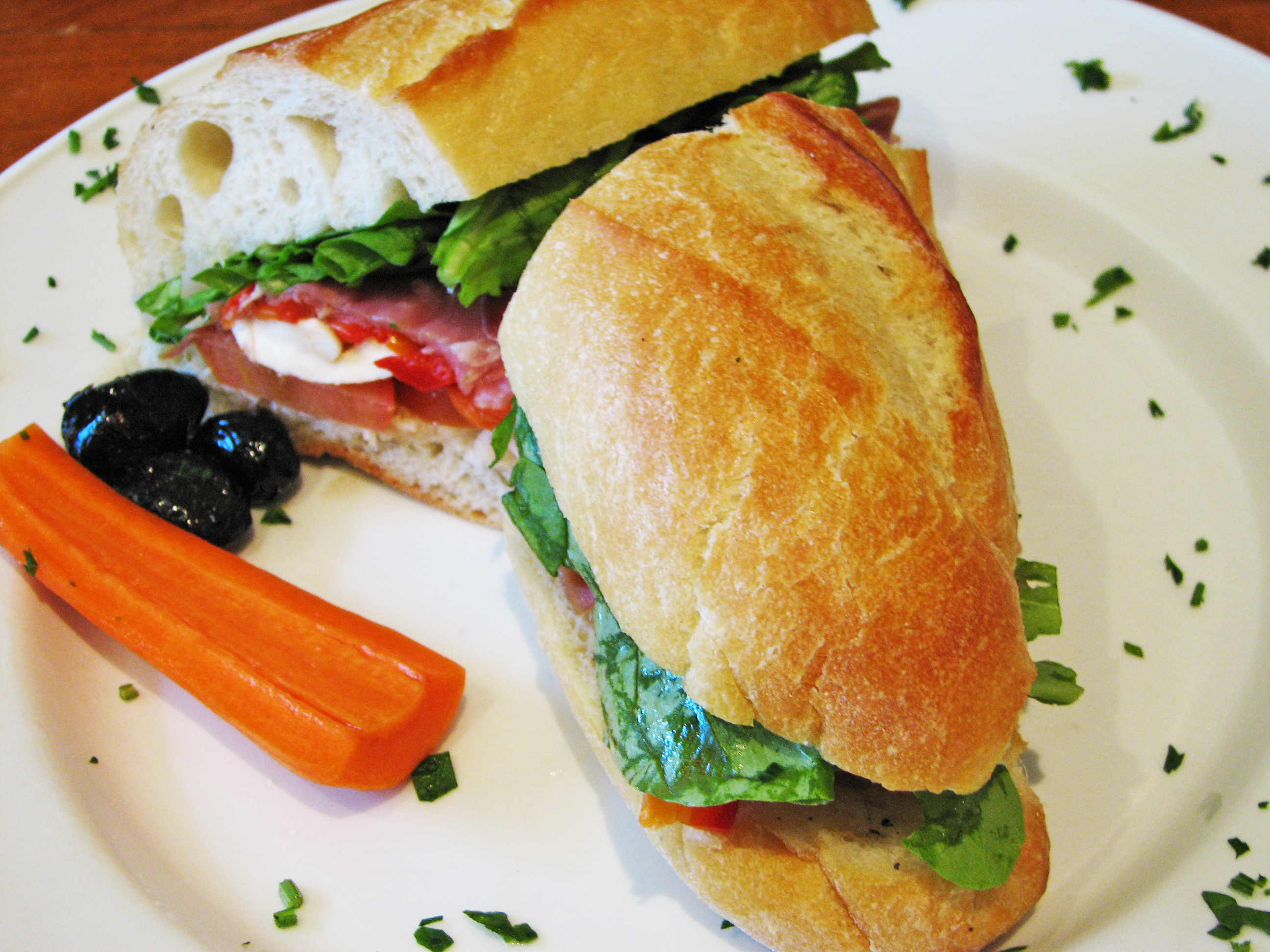
Bocadillo Italiano denominado panino, con pan blanco (rígido).

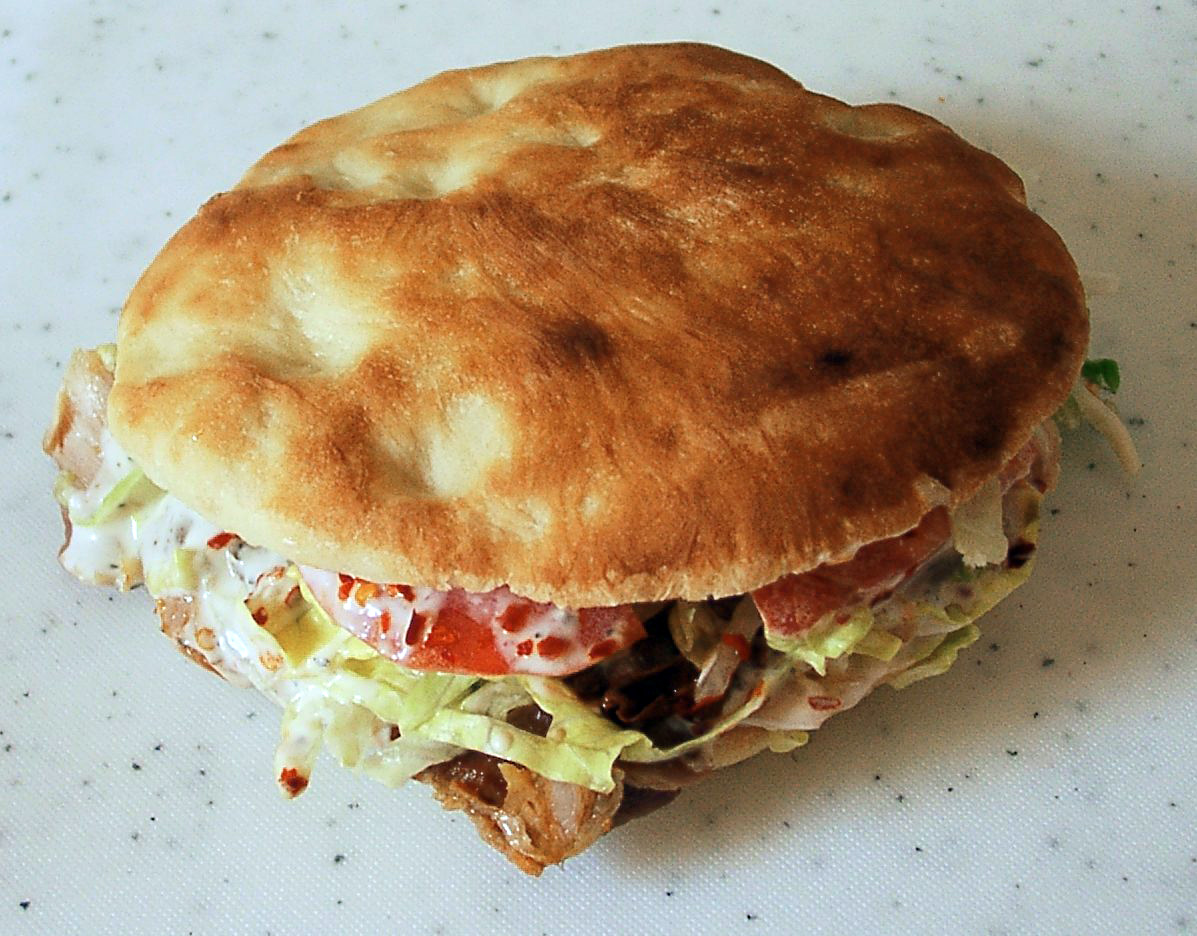
Döner kebab de la cocina turca

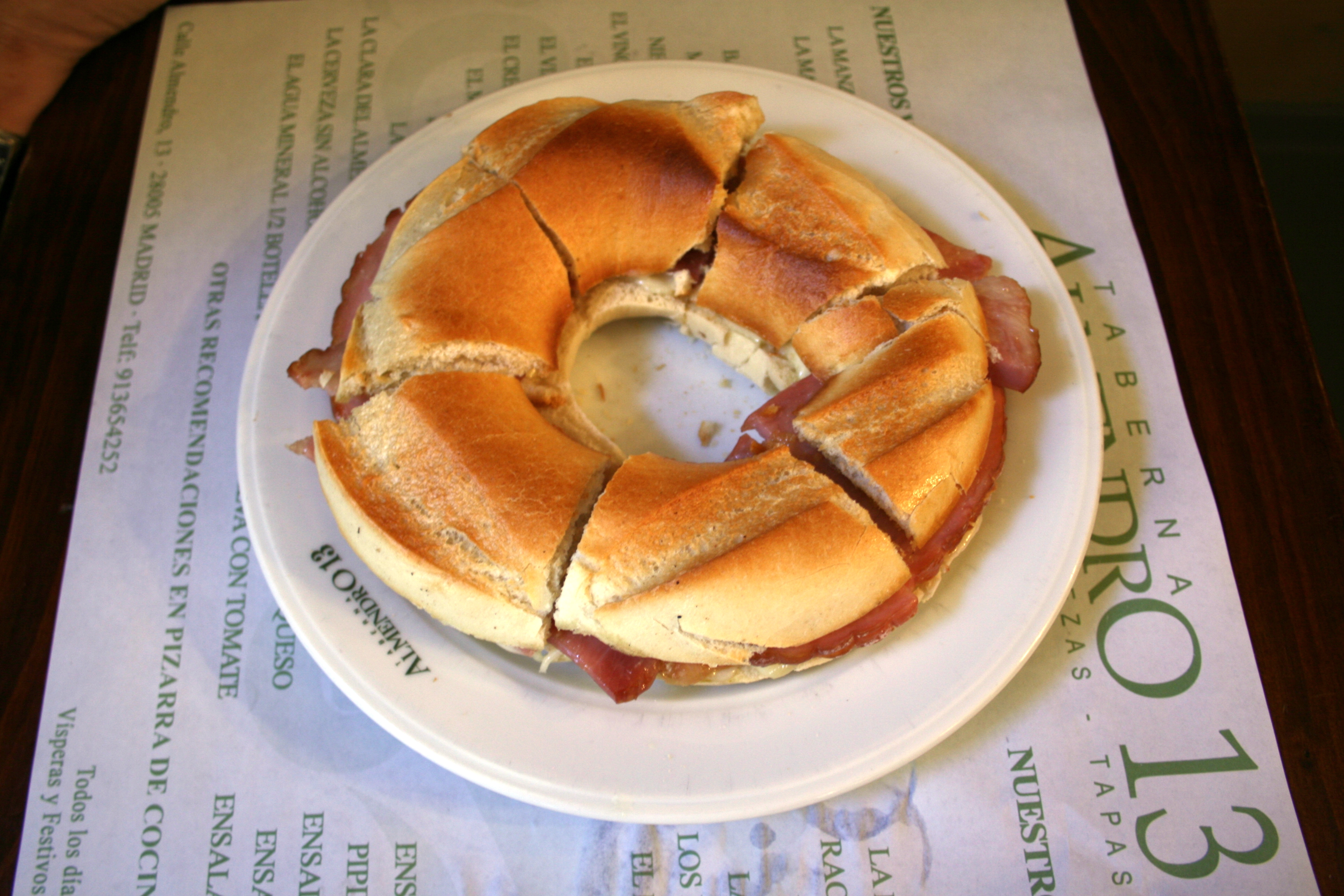
Rosca de pan, bocadillo en forma toroidal.

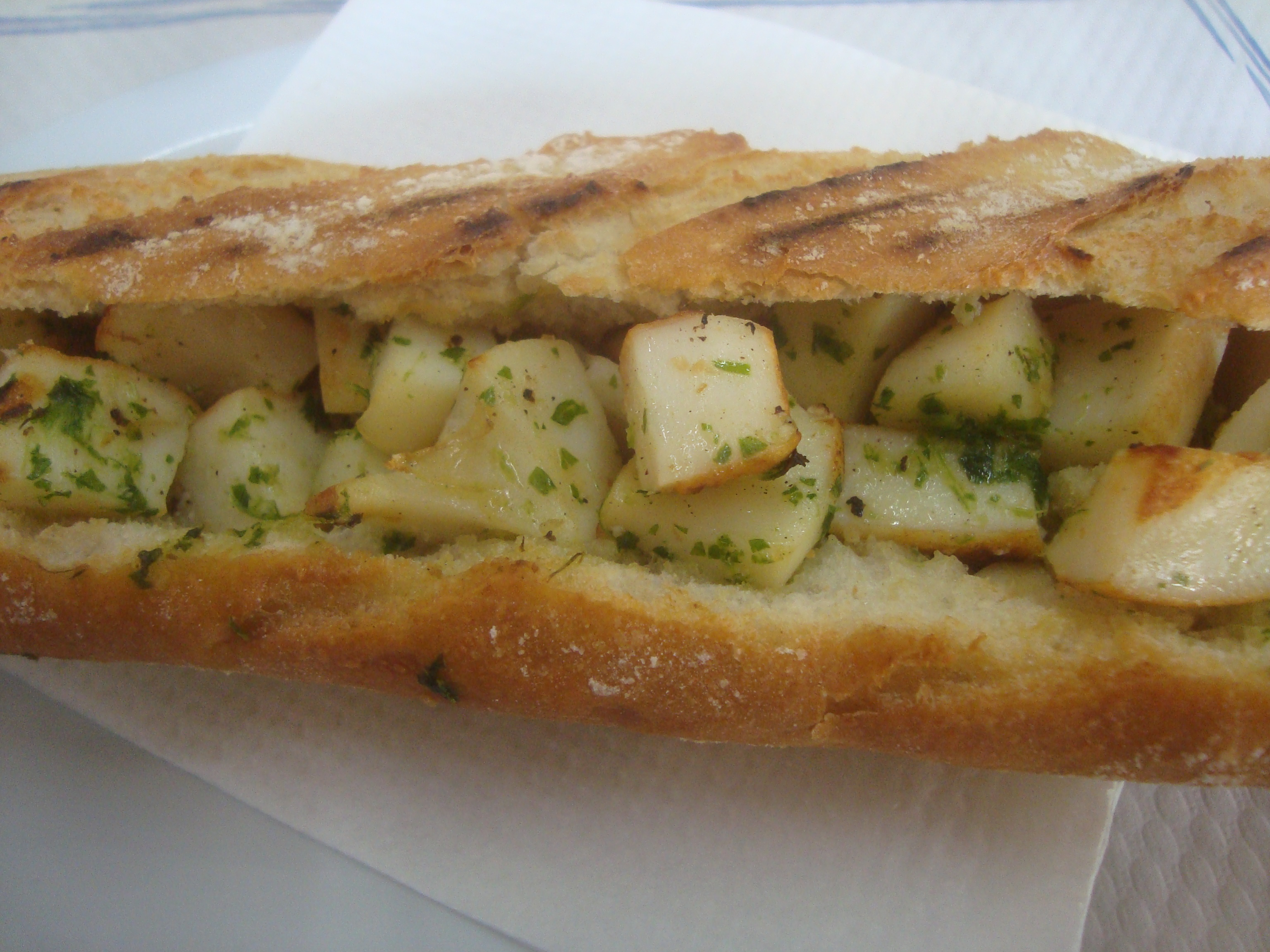
Bocadillo de Sepia

En España existen habitualmente una gran variedad de bocadillos, tanto fríos como calientes, algunos de ellos:
- Embutido: el bocadillo de chorizo, jamón, mortadela, fuet, butifarra, salami, queso, etcétera. Así mismo, se conocen los montaditos que suelen ser una variante diminuta del bocadillo. Una variedad muy popular con jamón serrano es el serranito, al que se le añade pimiento verde y un filete de lomo de cerdo o de pollo. Existen cervecerías especializadas en este tipo de bocadillos.
- Carne. Es muy popular el pepito de ternera, uno de los bocadillos más famosos de los bares de España. Se encuentran entre estos bocadillos los famosos montados de lomo. Entre los bocadillos más populares se encuentran los de jamón serrano. En la reputada gastronomía gallega son habituales los bocadillos de carne de cerdo, siendo muy popular el de jamón asado, al que se le puede añadir queso y tomate natural en rodajas, y los de zorza (punta de lomo adobada), lacón y oreja. En la cocina madrileña es muy popular el bocadillo de panceta.
- Pescado: el famoso bocadillo de calamares que puede encontrarse en casi cualquier bar del centro de Madrid así como en toda la costa española. Muy populares son los de caballa con pimiento en el sur de España, o los de bonito con tomate, los de sardinas en aceite o en escabeche. Siendo posible lomo de merluza rebozado y frito en el que se le incluye un poco de mahonesa.
- Verduras, sin llegar a ser un bocadillo en sentido estricto, el pan con tomate tiene variantes con embutidos que se le asemeja. También existen bocadillos para los vegetarianos elaborados con ingredientes como la lechuga o el tomate.
- Huevo, se tiene bajo esta categoría el bocadillo tortilla francesa como el de tortilla de patatas, entre otras variedades.
- Chocolate: desde comienzos del siglo XX ha sido popular en la merienda de los jóvenes el bocadillo de chocolate, que mezcla lo salado del pan, con lo dulce del chocolate.

En Italia se denominan panini a los bocadillos elaborados con pan rígido, la denominación es igual que la española y diferencian entre sándwich cuando se emplea la elaboración de pan más consistente que el de molde. El propio Shawarma de las gastronomías del Mediterráneo oriental, con sus variantes en el Gyros.
En la cocina holandesa y belga se elaboran bocadillos similares con pan de barra francés (a veces en baguettes) denominados broodjes. Estos contienen diversos contenidos que van desde hierbas y verduras hasta embutidos diversos, acompañados a veces de diferentes salsas.

### En América

#### Argentina
Se lo suele llamar simplemente sándwich. Se lo diferencia por no aclarar su constitución como de miga que es como se llama al resto de sándwiches. También es difundida la denominación al pan.
Entre los sándwiches más comunes se encuentran el sándwich de milanesa, el choripán y el morcipán. La luneta es un emparedado de cruasán, jamón y queso. Un tipo de sándwich consumido en ocasiones festivas son los pebetes.

#### Costa Rica
En Costa Rica, los gallos hechos con pan, conocidos como pan con..., son básicos en la dieta. Se elaboran principalmente de carne, queso, embutidos, picadillos, huevo, aguacate o una combinación de estos. Usualmente son aperitivos.

#### México
Se les conoce como tortas o lonches, y se rellenan de ingredientes diversos, como: huevos, jamón york, milanesa, pierna, chorizo  etc. A diferencia del bocadillo español, a la torta se le coloca mayonesa, aguacate, jitomate, cebolla y chiles en las tapas y en medio los diferentes rellenos. El pan utilizado para la elaboración de la torta mexicana es el bolillo, la telera y el birote.
Se suele comer fría o caliente a la plancha. Las torterías de puesto son lugares muy comunes en las calles de la Ciudad de México. 

#### Paraguay
Para ocasiones formales, se le denomina sándwich o bocadito. Dentro de la cultura del tereré, se le llama "Tereré rupá" (pronunciado como terererupá) a todo refrigerio o sándwich de marineras, milanesas, jamón y queso, o tortilla paraguaya, las cuales se consumen de forma previa para que el agua fría no golpee el estómago.

#### Venezuela
En este país son consumidos principalmente como parte de los desayunos y cenas, ya que es un plato muy ligero. El tipo de pan usado mayormente es la baguette (llamado canilla), hogaza alargada (pan campesino) o panecillos tipo baguettina («pan francés»). Entre los ingredientes típicos de relleno se incluyen: jamón, queso rebanado (puede ser tipo gouda, mozzarella, paisa, americano, munster, etc.), mortadela o salchicha tipo Bologna Salchichón, mantequilla o margarina, queso fundido para untar (Cheez Whiz), queso crema, jamón endiablado (conocido en este país como diablitos), o patés (principalmente pasta de hígado o pasta untable de jamón y queso). Opcionalmente, se adereza con salsas como el kétchup, mayonesa, salsa rosada, mostaza, mayonesa de ajo, picante, etc.
Se hace llamar pan con o bala fría. Cuando se añaden carnes, vegetales y salsas ya se hace llamar pepito.  Si se le coloca una salchicha y salsas (ají, kétchup, mayonesa y/o mostaza) se aproxima a un perro caliente.

#### Uruguay
Se los ha llamado de distintas maneras a lo largo del tiempo. Actualmente esta extendido su nominación por definición, ... al pan. Sin embargo, también se le llama por su denominación más antigua, refuerzo. Otrora se les llamaba preñadas. Los más simples se suelen constituir de fiambres como mortadela, salchichón y queso. Variedades dulces, como dulce de leche, dulce de membrillo, manteca y azúcar. También hay pebetes y medialunas rellenas. Las medialunas se identifican como refuerzo al llamarlas medialuna rellena de similar constitución a una medialuna argentina. También hay refuerzos con ingredientes más complejos: matambre relleno, choripán, milanesa al pan, pescado y el renombrado chivito.
Entre el tipo de pan, los más comunes son el pan tortuga y el porteño, pero también pueden usarse flautas, catalanes o marselleses.

## Variantes
Existe una variedad de pequeños bocadillos (de un tamaño que puede oscilar entre los 10 y 14 centímetros) denominados pulgas que es considerada una variante de la tapa llevada al bocadillo. El tipo de pan empleado en la elaboración de este tipo de bocadillo puede ser desde una baguette, hasta la variedad que se denomina pistola, muy habitual en las panaderías españolas. En las cocinas mediterráneas orientales ha proliferado un bocadillo denominado Kebab que suele llevar carne picada y un contenido de lechuga aliñado con diferentes salsas. Muchos de los cocineros de la alta cocina, como Ferran Adrià apoyan el bocadillo como un elemento gastronómico de gran nivel culinario y han creado una corriente especial denominada bocadillo de autor.

## Nutrición
El bocadillo se ha considerado desde los años 1950 como un símbolo de la 'comida proletaria' y posteriormente como un elemento de la merienda. Los elementos nutricionales existentes en los bocadillos necesitan de otro alimento para poder sustituir a una comida, para ello debe ser acompañado de alguna ensalada (en algunos casos puede estar incorporada cuando se añaden verduras como la lechuga y el tomate) y si se complementa con un postre que conste en fruta o lácteos. Dado que el pan es su principal elemento, el aporte nutricional del bocadillo puede variar en función del tipo de harina elegida para su confección. 